# Agression ritualisée
En éthologie, l'agression ritualisée est un comportement animal de communication consistant principalement en une parade démonstrative destinée à limiter les combats physiques (intensité et occurrences) dans les relations intraspécifiques.
Sous l'appellation d'agression ritualisée se cache en réalité une vaste palette de comportements. Il est en effet relativement rare qu'un animal tue un membre de son espèce lors d'interactions occasionnelles chez les espèces solitaires tandis que lors de luttes de pouvoir au sein d'un groupe social, les occurrences d'agression ritualisée (par rapport aux agressions physiques) permettent de limiter les carnages et de réguler les interactions sociales. Chez certaines espèces, des comportements ritualisés qui ne semblent pas à première vue agressifs pour des profanes, dérivent pourtant de comportements associés aux altercations physiques,.
Avec la soumission ritualisée, l'agression ritualisée participe des interactions dans les relations de dominance.